# علاقات هولندا الخارجية
السياسة الخارجية الهولندية تقوم على أربعة التزامات أساسية: من التعاون الأطلسي، والتكامل الأوروبي، إلى التنمية الدولية والقانون الدولي [بحاجة لمصدر]. تاريخياً كانت هولندا دولة محايدة، كما أصبحت عضواً في عدد كبير من المنظمات الدولية منذ الحرب العالمية الثانية. والاقتصاد الهولندي هو اقتصاد مفتوح ويعتمد على التجارة الدولية. وتثير سياسة هولندا تجاه المخدرات الكثير من الجدل وكونها واحدة من أكبر موردي العقاقير الضارة. [بحاجة لمصدر]. وأثناء وبعد العصر الذهبي بنت هولندا إمبراطورية تجارية واستعمارية، والتي انهارت سريعاً بعد الحرب العالمية الثانية. لكن لا تزال علاقاتها التاريخية الموروثة من ماضيها الاستعماري تؤثر على العلاقات الخارجية الهولندية حتى الآن.